# Sula (gènere)
Sula és un gènere d'ocells marins de la família de súlids (Sulidae). Aquests mascarells tenen hàbits pelàgics i crien en aigües càlides de tots els oceans.

## Llistat d'espècies
Segons la classificació del Congrés Ornitològic Internacional (versió 2.6, 2010), aquest gènere conté 6 espècies:
- Sula nebouxii - Mascarell camablau.
- Sula variegata - Mascarell del Perú.
- Sula dactylatra - Mascarell emmascarat.
- Sula granti - Mascarell de Grant.
- Sula sula – Mascarell cama-roig.
- Sula leucogaster – Mascarell bru.